# Eleutherolaimus demani
Eleutherolaimus demani is een rondwormensoort uit de familie van de Linhomoeidae. De wetenschappelijke naam van de soort is voor het eerst geldig gepubliceerd in 1903 door Rouville.